# Supergirl (serie de televisión)
Supergirl es una serie de televisión estadounidense de superhéroes desarrollada por Ali Adler, Greg Berlanti y Andrew Kreisberg que se emitió originalmente en CBS y se estrenó el 26 de octubre de 2015. Está basada en el personaje Supergirl de DC Comics, creada por Otto Binder y Al Plastino, y protagonizada por Melissa Benoist en el papel titular. Supergirl es una superheroína disfrazada que es prima de Supermán y una de las últimas kriptonianas supervivientes. La serie es la tercera serie ambientada en el Arrowverso, compartiendo continuidad con las otras series de televisión de la franquicia. El reparto principal incluye a Chyler Leigh, Katie McGrath, David Harewood y Mehcad Brooks.
La serie fue recogida oficialmente el 6 de mayo de 2015, tras recibir un compromiso de serie en septiembre de 2014, y recibió una orden de temporada completa el 30 de noviembre de 2015. Desde la segunda temporada, la serie se emite en The CW. La serie ha recibido reseñas generalmente positivas de los críticos, que han elogiado la dirección creativa, las actuaciones y los temas abordados. En enero de 2020, The CW renovó la serie para una sexta temporada, que se estrenó el 30 de marzo de 2021 y sirve como la temporada final de la serie. Una serie derivada, Superman & Lois, se estrenó en febrero de 2021.

## Resumen de la serie
Kara Zor-El fue enviada a la Tierra desde Krypton a los 13 años por sus padres Zor-El y Alura. Krypton estaba explotando, y los padres de Kara la enviaron en una nave espacial a la Tierra detrás de su primo Kal-El (Superman). Kara estaba destinada a proteger a su primo bebé Kal-El, pero su nave espacial fue desviada y forzada a entrar en la Zona Fantasma, donde permaneció durante 24 años. Para cuando la nave espacial aterrizó en la Tierra, Kal-El había crecido y se había convertido en Supermán. La serie comienza once años después cuando Kara, de 24 años, está aprendiendo a abrazar sus poderes y ha adoptado el alias «Supergirl».
En la primera temporada, Kara se ve obligada a revelar sus poderes y se convierte en la protectora de Ciudad Nacional. Kara descubre que cientos de los criminales que su madre encarceló se esconden en la Tierra, incluida su tía Astra y el esposo de Astra, Non. Kara trabaja con su hermana adoptiva Alex Danvers para luchar contra estos criminales, junto con el marciano verde J'onn J'onzz, el amigo de su primo James Olsen y el genio tecnológico Winn Schott.
En la segunda temporada, Kara y sus aliados lidian con las disputas entre la población nativa de la Tierra y la comunidad extraterrestre, e investigan la oscura organización Proyecto Cadmus, ideada por Lillian Luthor, madre de Lex Luthor. Al mismo tiempo, Kara se hace amiga de la hijastra de Lillian, Lena Luthor, la nueva directora ejecutiva de LuthorCorp, y lucha con sentimientos románticos por la reciente llegada a la Tierra de Mon-El, un príncipe superviviente del planeta vecino de Krypton, Daxam, cuyos padres desean reclamarlo. James se convierte en el vigilante enmascarado Guardián; Alex comienza a salir con Maggie Sawyer; y J'onn se hace amigo de una marciana más joven, M'gann, de la raza marciana blanca que mató a su pueblo.
En la tercera temporada, Kara lucha con la pérdida de Mon-El después de que se ve obligado a abandonar la Tierra. Cuando Mon-El regresa, revela que ha viajado en el tiempo hasta el siglo 31 y fundó la Legión, además de casarse con Imra Ardeen. J'onn descubre que su padre M'yrnn J'onzz está vivo y Alex lidia con su desamor después de romper con Maggie. La nueva amiga de Kara y Alex, Samantha Arias, es, sin saberlo, otra sobreviviente kriptoniana, y comienza una transformación de una madre soltera amorosa en el arma asesina del mundo conocida como Reign, que sirve a un aquelarre encabezado por Selena.
En la cuarta temporada, Kara lidia con una nueva ola de prejuicios anti-extraterrestres instigados secretamente por Lex Luthor desde la prisión, obligándola a luchar por los derechos civiles y políticos de los extraterrestres. Ben Lockwood, un exprofesor universitario que sufrió una serie de tragedias personales a manos de extraterrestres, forma el primer grupo humano llamado Hijos de la Libertad para acabar con todos los extraterrestres. Mientras tanto, en la nación de Kasnia, una clon de Kara apodada «Hija Roja» es entrenada por sus militares para luchar contra Supergirl a pedido de Lex. Kara y Alex rivalizan con la nueva incorporación del DEO, la Coronel Lauren Haley, quien fue enviada a monitorear el progreso del DEO bajo la dirección de Alex. La coronel Haley y el presidente intentan obligar a Supergirl a revelar su identidad, y chocan con ella y Alex cuando se niega.
| Temporada | Temporada | Episodios | Episodios | Emisión original      | Emisión original       | Emisión original | Puesto | Audiencia promedio (en millones) |
| Temporada | Temporada | Episodios | Episodios | Primera emisión       | Última emisión         | Cadena           | Puesto | Audiencia promedio (en millones) |
| --------- | --------- | --------- | --------- | --------------------- | ---------------------- | ---------------- | ------ | -------------------------------- |
|           | 1         | 20        | 20        | 26 de octubre de 2015 | 18 de abril de 2016    | CBS              | 39     | 9,81                             |
|           | 2         | 22        | 22        | 10 de octubre de 2016 | 22 de mayo de 2017     | The CW           | 129    | 3,12                             |
|           | 3         | 23        | 23        | 9 de octubre de 2017  | 18 de junio de 2018    | The CW           | 154    | 2,82                             |
|           | 4         | 22        | 22        | 14 de octubre de 2018 | 19 de mayo de 2019     | The CW           | 169    | 1,67                             |
|           | 5         | 19        | 19        | 6 de octubre de 2019  | 17 de mayo de 2020     | The CW           | 118    | 1,58                             |
|           | 6         | 20        | 20        | 30 de marzo de 2021   | 9 de noviembre de 2021 | The CW           | —      | —                                |

## Elenco y personajes
| Personaje                            | Interpretado por   | Temporadas | Temporadas | Temporadas | Temporadas | Temporadas | Temporadas |
| Personaje                            | Interpretado por   | 1          | 2          | 3          | 4          | 5          | 6          |
| ------------------------------------ | ------------------ | ---------- | ---------- | ---------- | ---------- | ---------- | ---------- |
| Kara Danvers / Supergirl             | Melissa Benoist    | Principal  | Principal  | Principal  | Principal  | Principal  | Principal  |
| James Olsen / Guardián               | Mehcad Brooks      | Principal  | Principal  | Principal  | Principal  | Principal  | Invitado   |
| Alex Danvers / Centinela             | Chyler Leigh       | Principal  | Principal  | Principal  | Principal  | Principal  | Principal  |
| Winn Schott / El Juguetero           | Jeremy Jordan      | Principal  | Principal  | Principal  |            | Invitado   | Invitado   |
| Cat Grant                            | Calista Flockhart  | Principal  | Invitada   | Invitada   |            |            | Invitada   |
| J'onn J'onzz / Detective Marciano    | David Harewood     | Principal  | Principal  | Principal  | Principal  | Principal  | Principal  |
| Maggie Sawyer                        | Floriana Lima      |            | Principal  | Recurrente |            |            |            |
| Mon-El / Valor                       | Chris Wood         |            | Principal  | Principal  |            | Invitado   | Invitado   |
| Lena Luthor                          | Katie McGrath      |            | Recurrente | Principal  | Principal  | Principal  | Principal  |
| Samantha Arias / Reign               | Odette Annable     |            |            | Principal  |            | Invitada   |            |
| Querl Dox / Brainiac-5               | Jesse Rath         |            |            | Recurrente | Principal  | Principal  | Principal  |
| Ben Lockwood / Agente de la Libertad | Sam Witwer         |            |            |            | Principal  | Invitado   |            |
| Nia Nal / Soñadora                   | Nicole Maines      |            |            |            | Principal  | Principal  | Principal  |
| Lauren Hayley                        | April Parker Jones |            |            |            | Principal  |            |            |
| Kelly Olsen / Guardiana              | Azie Tesfai        |            |            |            | Recurrente | Principal  | Principal  |
| Eve Tessmacher                       | Andrea Brooks      |            | Recurrente | Recurrente | Recurrente | Principal  | Invitada   |
| Andrea Rojas / Acrata                | Julie Gonzalo      |            |            |            |            | Principal  | Principal  |
| William Dey                          | Staz Nair          |            |            |            |            | Principal  | Principal  |
| Mar Novu / Monitor                   | LaMonica Garrett   |            |            |            | Invitado   | Principal  |            |
| Nxylygsptinz                         | Peta Sergeant      |            |            |            |            |            | Principal  |

## Producción

### Desarrollo
En septiembre de 2014, Warner Bros. Television anunció su interés en crear una serie de televisión basada en Supergirl. Poco después, Greg Berlanti confirmó que él, junto a Allison Adler escribirían el guion del piloto y fungirían como productores ejecutivos al lado de Sarah Schechter de Berlanti Productions, sin embargo estaba a la espera de que alguna cadena de televisión estuviera interesada en el proyecto. Finalmente, el 19 de septiembre de 2014, CBS se interesó en el proyecto, otorgándole un compromiso a serie. El 6 de mayo de 2015, CBS ordenó oficialmente el desarrollo de una serie para la temporada 2015-2016. El traje de Supergirl fue creado por Colleen Atwood, quien también diseñó el vestuario de Arrow y The Flash. En febrero de 2015 se dio a conocer que Andrew Kreisberg se uniría al proyecto como productor ejecutivo y escritor, y que Glen Winter dirigiría el piloto.
El 12 de mayo de 2016, se dio a conocer que la serie fue renovada para una segunda temporada transmitida por la cadena The CW, que fue estrenada el 10 de octubre de 2016. El 8 de enero de 2017, la serie fue renovada para una tercera temporada, que fue estrenada el 9 de octubre de 2017.

### Casting

#### Temporada 1
El 22 de enero de 2015, se dio a conocer que Melissa Benoist fue elegida para dar vida al personaje principal. Actrices como Claire Holt y Gemma Atkinson fueron consideradas para el papel. El 28 de enero, Mehcad Brooks fue elegido para interpretar a Jimmy Olsen, un fotógrafo de CatCo e interés amoroso de Kara. El 20 de febrero se dio a conocer que Laura Benanti fue elegida para dar vida de forma recurrente a Alura Zor-El, madre de Kara. Tres días después, se dio a conocer que Calista Flockhart daría vida a Cat Grant. El 26 de febrero se informó que Chyler Leigh fue elegida para dar vida a Alex Danvers y David Harewood daría vida a Hank Henshaw. Un día después, se dio a conocer que Helen Slater y Dean Cain fueron contratados para aparecer en la serie en roles aún sin revelar. El 2 de marzo, Jeremy Jordan fue elegido para dar vida a Winslow Schott. Faran Tahir interpretará a El comandante, mientras que Owain Yeoman dará vida a Vartox, un convicto extraterrestre quien ha estado escondido en la Tierra los últimos doce años y busca un enfrentamiento con Supergirl.
El 3 de agosto se dio a conocer que Jenna Dewan-Tatum fue contratada para interpretar de forma recurrente a Lucy Lane. El 18 de noviembre, se anunció que Blake Jenner fue contratado para interpretar a Adam Foster -un hijo del pasado de Cat y posible interés amoroso de Kara- durante múltiples episodios. El 4 de diciembre se dio a conocer que Italia Ricci fue elegida para dar vida de forma recurrente a Siobhan Smythe/Silver Banshee.
El 3 de febrero de 2016, se dio a conocer que Grant Gustin aparecería en la serie como Barry Allen/Flash en Worlds Finest, el décimo octavo episodio de la serie.

#### Temporada 2
Con el anuncio de la renovación de la serie, también se confirmó que todo el elenco principal volvería para la segunda temporada, a excepción de Calista Flockhart, quien continuaba en negociaciones para su regreso a la serie.
El 8 de junio de 2016 se informó que dos nuevos personajes principales serían introducidos en la segunda temporada: Maggie Sawyer, una oficial de la recién formada Policía Científica que lidia con metahumanos y amenazas extraterrestres, y Nick Farrow, el hijo de un famoso periodista que quiere hacer un nombre por cuenta propia y que la convivencia con Kara saca al héroe que lleva dentro. El 20 de julio, se dio a conocer que Chris Wood se uniría al elenco principal de la serie en un rol sin revelar.
En agosto de 2016, se confirmó que Calista Flockhart sí volvería para la segunda temporada de la serie pero con un estatus estrella invitada especial. Asimismo, Floriana Lima fue elegida para interpretar a Maggie Sawyer, y se reveló que el personaje de Chris Wood sería Mon-El, quien se encuentra en la cápsula que Supergirl encuentra al final de la temporada anterior.

#### Temporada 3
El 22 de marzo de 2017, Katie McGrath fue promovida al elenco principal a partir de la tercera temporada.
El 26 de mayo de 2017, se dio a conocer que Floriana Lima perdería su estatus como miembro del elenco principal para aparecer de forma recurrente durante la tercera temporada. El 31 de mayo se anunció que Odette Annable fue elegida para interpretar a Reign, la villana principal de la temporada.
El 7 de julio se anunció que Erica Durance remplazaría a Laura Benanti en el papel de Alura. Benanti se hizo a un lado para cuidar de su hijo recién nacido. El 22 de julio, durante la Cómic-Con de 2017, se reveló que Calista Flockhart volvería de forma recurrente durante la temporada interpretando a Cat Grant. Así mismo, se dio a conocer que Adrian Pasdar, Yael Grobglas, Carl Lumbly y Emma Tremblay fueron contratados para aparecer de forma recurrente. Pasdar daría vida a Morgan Edge, un agente que pronto antagoniza con Lena y Kara y quien tiene grandes planes para Ciudad Nacional; Grobglas como la villana Psi, quien es capaz de usar la mente de sus oponentes contra ellos mismos; Lumbly como M’yrnn J’onzz, un exlíder religioso de Marte y padre de J'onn; y Tremblay interpretaría a Ruby, una chica cuya obsesión por Supergirl termina poniéndola en peligro. Durante el evento, Robert Rovner, productor ejecutivo de la serie confirmó el regreso de Chris Wood como Mon-El, confirmando que uno de los arcos argumentales sería resolver cómo es que el personaje volvió.
El 4 de agosto, se anunció que Carlos Bernard fue contratado como estrella invitada para interpretar a Óscar Rodas, el padre de Maggie.

#### Temporada 4
El 15 de junio de 2018, se anunció que Jesse Rath fue promovido al elenco principal, mientras que Jeremy Jordan perdería su estatus como miembro del elenco principal para aparecer de forma recurrente durante la temporada. El 18 de junio de 2018, se anunció que Chris Wood y Odette Annable perderían su estatus como miembros del elenco principal. El 17 de julio de 2018, se anunció que Sam Witwer entraría en un papel principal. El 21 de julio de 2018, se anunció que Nicole Maines y April Parker Jones se unieron al elenco principal, mientras que David Ajala se unió como recurrente. Al día siguiente, se anunció que Lynda Carter regresaría para interpretar a la presidenta Olivia Marsdin. El 27 de julio de 2018, se anunció que Rhona Mitra y Robert Baker se unieron al elenco de forma recurrente.
El 1 de agosto de 2018, se anunció que Brent Spiner fue elegido para interpretar de forma recurrente al vicepresidente de los Estados Unidos. El 7 de agosto de 2018, se anunció que Ruby Rose interpretaría a Kate Kane/Batwoman en el crossover anual del Arrowverso. El 21 de agosto de 2018, se anunció que Brent Spiner fue relevado de su rol y que Bruce Boxleitner lo remplazaría. Al día siguiente, se anunció que Tyler Hoechlin regresaría en esta temporada interpretando a Supermán en el crossover anual del Arrowverso. El 24 de agosto de 2018, se anunció que Anthony Konechny se unió al elenco recurrente. El 18 de octubre de 2018, se anunció que Lex Luthor sería introducido y aparecería de forma recurrente. El 19 de octubre de 2018, se anunció que Azie Tesfai se unió al elenco recurrente como Kelly Olsen, hermana de James Olsen. El 16 de noviembre de 2018, se anunció que Jon Cryer interpretaría Lex Luthor.

### Filmación
La filmación del piloto tuvo lugar del 4 al 29 de marzo de 2015. Los lugares de rodaje incluyen el set de la Warner Bros., donde Lois & Clark fue filmada. Cada episodio tiene un costo aproximado de USD $3 millones, siendo una de las más altas tasas de licencia para una serie nueva.

## Universo compartido
El 3 de febrero de 2016, se dio a conocer que la serie tendría un crossover con The Flash, confirmándose la participación de Grant Gustin como Barry Allen/Flash en Worlds Finest, el décimo octavo episodio de la serie.
También durante la Cómic-Con de San Diego de 2016, se reveló que la serie tendrá un evento crossover de cuatro noches de las series del Arrowverso. Además, durante la conferencia de prensa de verano de la Television Critics Association se dio a conocer que la serie tendrá un crossover musical de dos partes con The Flash que tendrá lugar en la segunda mitad de temporada.

## Publicidad

### Cómic digital
A partir de enero de 2016, DC Comics lanzó Adventures of Supergirl, un cómic digital quincenal de trece números escrito por Sterling Gates e ilustrado por un equipo que incluye a Bengal, Jonboy Meyers, Emanuela Lupacchino y Emma Vieceli. El cómic aunque no está en continuidad con los sucesos de la serie, cuenta historias que figuran en el universo de la misma.

## Recepción

### Respuesta crítica
El sitio Rotten Tomatoes dio el estreno de la serie un índice de aprobación del 97% de la crítica y con una calificación promedio de 7.6/10 basada en 66 comentarios. El consenso del sitio indica: "Melissa Benoist brilla como la valiente prima pequeña de Superman en Supergirl". Metacritic, que utiliza una media ponderada, asigna una puntuación de 75 sobre 100 basado en los comentarios de 33 críticos, lo que indica "críticas generalmente favorables". Cliff Wheatley del sitio IGN le dio al episodio piloto una puntuación 7/10, alabando la actuación de Melissa Benoist como Kara y la divertida forma de abordar en la mitología de Supermán.

### Recepción del público
El episodio piloto y estreno de la serie, fue visto por 12 960 000 espectadores, convirtiéndose en el drama nuevo más visto junto a Blindspot.

### Premios y nominaciones
| Año  | Premio                           | Categoría                                 | Nominados                    | Resultado | Ref.   |
| ---- | -------------------------------- | ----------------------------------------- | ---------------------------- | --------- | ------ |
| 2015 | Premios de la Crítica Televisiva | Serie nueva más excitante                 | Supergirl                    | Ganadora  | [ 82 ] |
| 2016 | People's Choice Awards           | Nuevo drama de televisión favorito        | Supergirl                    | Ganadora  | [ 83 ] |
| 2016 | Premios Saturn                   | Mejor Actriz - Televisión                 | Melissa Benoist              | Nominada  | [ 84 ] |
| 2016 | Premios Saturn                   | Mejor Actriz Invitada - Televisión        | Laura Benanti                | Nominada  | [ 84 ] |
| 2016 | Premios Saturn                   | Mejor serie de superhéroes adaptada       | Supergirl                    | Nominada  | [ 84 ] |
| 2016 | Premios Saturn                   | Mejor Actriz de Reparto - Televisión      | Calista Flockhart            | Nominada  | [ 84 ] |
| 2016 | Premios Saturn                   | Actuación revelación                      | Melissa Benoist              | Ganadora  | [ 85 ] |
| 2016 | Premios Teen Choice              | Programa Revelación                       | Supergirl                    | Ganadora  | [ 86 ] |
| 2017 | GLAAD Media Awards               | Mejor Serie Dramática                     | Supergirl                    | Ganadora  | [ 87 ] |
| 2017 | Kids' Choice Awards              | Programa de TV Familiar Favorito          | Supergirl                    | Nominada  | [ 88 ] |
| 2017 | Premios Saturn                   | Mejor Actriz - Televisión                 | Melissa Benoist              | Ganadora  | [ 89 ] |
| 2017 | Premios Saturn                   | Mejor estrella invitada                   | Tyler Hoechlin               | Nominado  | [ 89 ] |
| 2017 | Premios Saturn                   | Mejor adaptación de superhéroe            | Supergirl                    | Ganadora  | [ 89 ] |
| 2017 | Premios Saturn                   | Mejor actor de reparto en televisión      | Mehcad Brooks                | Nominado  | [ 89 ] |
| 2017 | Premios Teen Choice              | Mejor Actor de Acción en Televisión       | Chris Wood                   | Nominado  | [ 90 ] |
| 2017 | Premios Teen Choice              | Mejor Actriz de Acción en Televisión      | Melissa Benoist              | Ganadora  | [ 90 ] |
| 2017 | Premios Teen Choice              | Mejor Programa de Acción                  | Supergirl                    | Nominada  | [ 90 ] |
| 2017 | Premios Teen Choice              | Mejor Beso                                | Melissa Benoist y Chris Wood | Nominados | [ 90 ] |
| 2017 | Premios Teen Choice              | Mejor química                             | Melissa Benoist y Chris Wood | Nominados | [ 90 ] |
| 2017 | Premios Teen Choice              | Mejor Villano de Televisión               | Teri Hatcher                 | Nominada  | [ 90 ] |
| 2018 | Premios Saturn                   | Mejor Actriz - Televisión                 | Melissa Benoist              | Nominada  | [ 91 ] |
| 2018 | Premios Saturn                   | Mejor adaptación de superhéroe            | Supergirl                    | Nominado  | [ 91 ] |
| 2018 | Premios Saturn                   | Mejor actriz de reparto en televisión     | Odette Annable               | Nominada  | [ 91 ] |
| 2018 | Premios Teen Choice              | Mejor Programa de Acción                  | Supergirl                    | Nominada  | [ 92 ] |
| 2018 | Premios Teen Choice              | Mejor Actor de Acción en Televisión       | Chris Wood                   | Nominado  | [ 92 ] |
| 2018 | Premios Teen Choice              | Mejor Actriz de Acción en Televisión      | Melissa Benoist              | Ganadora  | [ 92 ] |
| 2018 | Premios Teen Choice              | Mejor villano en Televisión               | Odette Annable               | Nominada  | [ 92 ] |
| 2018 | Premios Teen Choice              | Roba escenas                              | Katie McGrath                | Nominada  | [ 92 ] |
| 2019 | GLAAD Media Awards               | Mejor Serie Dramática                     | Supergirl                    | Nominada  | [ 93 ] |
| 2019 | Premios Saturn                   | Mejor Actriz - Televisión                 | Melissa Benoist              | Nominada  | [ 94 ] |
| 2019 | Premios Saturn                   | Mejor Actor Invitado - Televisión         | Jon Cryer                    | Nominado  | [ 94 ] |
| 2019 | Premios Saturn                   | Mejor serie de superhéroes                | Supergirl                    | Ganadora  | [ 94 ] |
| 2019 | Premios Saturn                   | Mejor Actor de Reparto - Televisión       | David Harewood               | Nominado  | [ 94 ] |
| 2019 | Premios Teen Choice              | Mejor Programa de Acción                  | Supergirl                    | Nominada  | [ 95 ] |
| 2019 | Premios Teen Choice              | Mejor Actriz de Acción en Televisión      | Melissa Benoist              | Nominada  | [ 95 ] |
| 2019 | Premios Teen Choice              | Mejor villano en Televisión               | Jon Cryer                    | Nominado  | [ 95 ] |
| 2020 | GLAAD Media Awards               | Mejor Serie Dramática                     | Supergirl                    | Nominada  | [ 96 ] |
| 2020 | Premios People's Choice          | Serie de ciencia ficción/fantasía de 2020 | Supergirl                    | Nominada  | [ 97 ] |
| 2021 | Premios de la Crítica Televisiva | Mejor Actriz en Series de Superhéroes     | Melissa Benoist              | Nominada  | [ 98 ] |
| 2021 | Premios de la Crítica Televisiva | Mejor Actor en Series de Superhéroes      | Jon Cryer                    | Nominado  | [ 98 ] |
| 2021 | GLAAD Media Awards               | Mejor Serie Dramática                     | Supergirl                    | Nominada  | [ 99 ] |

## Nota
1. ↑   LaMonica Garrett solo es acreditado en los episodios que aparece. Esto fue realizado para asegurar su participación en los episodios pertinentes.